# Serradora d'Àrreu (Alt Àneu)
La Serradora d'Àrreu és una obra d'Alt Àneu (Pallars Sobirà) inclosa a l'Inventari del Patrimoni Arquitectònic de Catalunya.

## Descripció
Les serradores eren estructures industrials que permetien serrar longitudinalment els troncs dels arbres gràcies a la força de l'aigua del riu. Aquests troncs es transformaven en bigues o taules que formaven part del panorama visual de la zona en construccions tant domèstiques com industrials.
Es tracta de les restes de la serradora d'Àrreu de les que s'identifiquen algunes parts com el canal-desparador o el carro o bancada, però la resta no es conserva dempeus a excepció d'algunes restes de paret com la sud o oest.